# Božič Vrh
Božič Vrh je naselje v Občini Metlika.